# Vicegovernatore del Nuovo Messico
Il Vicegovernatore del Nuovo Messico (ufficialmente: Lieutenant Governor of New Mexico; in spagnolo: Vicegobernador de Nuevo México) è la seconda carica esecutiva del governo dello Stato del Nuovo Messico dopo il governatore.

## Funzioni
Il vicegovernatore è eletto nella stessa lista del governatore. Esercita i poteri del governatore, sostituendolo, in caso di morte, dimissioni, rimozione dall'ufficio o assenza dallo stato.
Secondo la Costituzione del 1911 il mandato del vice governatore era limitato ad un solo mandato di cinque anni. Con la Costituzione del 1914 il mandato venne limitato a due mandati consecutivi di due anni.
Il vicegovernatore assume anche il ruolo, ex-officio, di presidente del Senato del Nuovo Messico.

## Elenco
Partiti:
  Democratico (20)
  Repubblicano (10)
| N.      | Foto       | Vicegovernatore                     | Partito      | Carica            | Carica                                   | Mandato    | Governatore                   | Governatore                              |
| N.      | Foto       | Vicegovernatore                     | Partito      | Inizio            | Termine                                  | Mandato    | Governatore                   | Governatore                              |
| ------- | ---------- | ----------------------------------- | ------------ | ----------------- | ---------------------------------------- | ---------- | ----------------------------- | ---------------------------------------- |
| 1       |            | Ezequiel Cabeza De Baca (1864-1917) | Democratico  | 6 gennaio 1912    | 1º gennaio 1917                          | 1 (1911)   |                               | William C. McDonald (1858-1918)          |
| 2       |            | Washington E. Lindsey (1862-1926)   | Repubblicano | 1º gennaio 1917   | 18 febbraio 1917 (divenuto Governatore)  | 1⁄2 (1916) |                               | Ezequiel Cabeza De Baca (1864-1917)      |
| Vacante | Vacante    | Vacante                             | —            | 18 febbraio 1917  | 1º gennaio 1919                          | —          |                               | Washington E. Lindsey (1862-1926)        |
| 3       |            | Benjamin F. Pankey (1861-1929)      | Repubblicano | 1º gennaio 1919   | 1º gennaio 1921                          | 1 (1918)   |                               | Octaviano Ambrosio Larrazolo (1859-1930) |
| 4       |            | William H. Duckworth (1894-1969)    | Repubblicano | 1º gennaio 1921   | 1º gennaio 1923                          | 1 (1920)   |                               | Merritt C. Mechem (1870-1946)            |
| 5       |            | José A. Baca (1???-1924)            | Democratico  | 1º gennaio 1923   | Maggio 1924 (deceduto)                   | 1⁄2 (1922) |                               | James F. Hinkle (1862-1951)              |
| Vacante | Vacante    | Vacante                             | —            | Maggio 1924       | 1º gennaio 1925                          | —          |                               | James F. Hinkle (1862-1951)              |
| 6       |            | Edward G. Sargent (1877-1???)       | Repubblicano | 1º gennaio 1925   | 1º gennaio 1929                          | 1 (1924)   |                               | Arthur T. Hannett (1884-1966)            |
| 6       | 2 (1926)   | Edward G. Sargent (1877-1???)       | Repubblicano | 1º gennaio 1925   | 1º gennaio 1929                          |            | Richard C. Dillon (1877-1966) |                                          |
| 7       |            | Hugh B. Woodward (1885-1968)        | Repubblicano | 1º gennaio 1929   | Luglio 1929 (dimessosi)                  | 1⁄2 (1928) | Richard C. Dillon (1877-1966) |                                          |
| Vacante | Vacante    | Vacante                             | —            | Luglio 1929       | 1º gennaio 1931                          | —          | Richard C. Dillon (1877-1966) |                                          |
| 8       |            | Andrew W. Hockenhull (1877-1974)    | Democratico  | 1º gennaio 1931   | 25 settembre 1933 (divenuto Governatore) | 1 (1930)   |                               | Arthur Seligman (1871-1933)              |
| 8       | 1⁄2 (1932) | Andrew W. Hockenhull (1877-1974)    | Democratico  | 1º gennaio 1931   | 25 settembre 1933 (divenuto Governatore) |            |                               | Arthur Seligman (1871-1933)              |
| Vacante | Vacante    | Vacante                             | —            | 25 settembre 1933 | 1º gennaio 1935                          | —          |                               | Andrew W. Hockenhull (1877-1974)         |
| 9       |            | Louis Cabeza de Baca (1894-1969)    | Democratico  | 1º gennaio 1935   | 1º gennaio 1937                          | 1 (1934)   |                               | Clyde Tingley (1881-1960)                |
| 10      |            | Hiram M. Dow (1885-1969)            | Democratico  | 1º gennaio 1937   | 1º gennaio 1939                          | 1 (1936)   |                               | Clyde Tingley (1881-1960)                |
| 11      |            | James Murray, Sr. (1889-1946)       | Democratico  | 1º gennaio 1939   | 1º gennaio 1941                          | 1 (1938)   |                               | John E. Miles (1884-1971)                |
| 12      |            | Ceferino Quintana (1894-1977)       | Democratico  | 1º gennaio 1941   | 1º gennaio 1943                          | 1 (1940)   |                               | John E. Miles (1884-1971)                |
| 13      |            | James B. Jones (1886-1947)          | Democratico  | 1º gennaio 1943   | 1º gennaio 1947                          | 1 (1942)   |                               | John J. Dempsey (1879-1958)              |
| 13      | 2 (1944)   | James B. Jones (1886-1947)          | Democratico  | 1º gennaio 1943   | 1º gennaio 1947                          |            |                               | John J. Dempsey (1879-1958)              |
| 14      |            | Joseph Montoya (1915-1978)          | Democratico  | 1º gennaio 1947   | 1º gennaio 1951                          | 1 (1946)   |                               | Thomas J. Mabry (1884-1962)              |
| 14      | 2 (1948)   | Joseph Montoya (1915-1978)          | Democratico  | 1º gennaio 1947   | 1º gennaio 1951                          |            |                               | Thomas J. Mabry (1884-1962)              |
| 15      |            | Tibo J. Chávez (1912-1991)          | Democratico  | 1º gennaio 1951   | 1º gennaio 1955                          | 1 (1950)   |                               | Edwin L. Mechem (1912-2002)              |
| 15      | 2 (1952)   | Tibo J. Chávez (1912-1991)          | Democratico  | 1º gennaio 1951   | 1º gennaio 1955                          |            |                               | Edwin L. Mechem (1912-2002)              |
| 16      |            | Joseph Montoya (1915-1978)          | Democratico  | 1º gennaio 1955   | Aprile 1957 (dimessosi)                  | 1 (1954)   |                               | John F. Simms (1916-1975)                |
| 16      | 1⁄2 (1956) | Joseph Montoya (1915-1978)          | Democratico  | 1º gennaio 1955   | Aprile 1957 (dimessosi)                  |            | Edwin L. Mechem (1912-2002)   |                                          |
| Vacante | Vacante    | Vacante                             | —            | Aprile 1957       | 1º gennaio 1959                          | —          | Edwin L. Mechem (1912-2002)   |                                          |
| 17      |            | Ed V. Mead (1921-1983)              | Democratico  | 1º gennaio 1959   | 1º gennaio 1961                          | 1 (1958)   |                               | John Burroughs (1907-1978)               |
| 18      |            | Tom Bolack (1918-1998)              | Repubblicano | 1º gennaio 1961   | 30 novembre 1962 (divenuto Governatore)  | 1⁄2 (1960) |                               | Edwin L. Mechem (1912-2002)              |
| Vacante | Vacante    | Vacante                             | —            | 30 novembre 1962  | 1º gennaio 1963                          | —          |                               | Tom Bolack (1918-1998)                   |
| 19      |            | Mack Easley (1916-2006)             | Democratico  | 1º gennaio 1963   | 1º gennaio 1967                          | 1          |                               | Jack M. Campbell                         |
| 20      |            | Lee Francis                         | Repubblicano | 1º gennaio 1967   | 1º gennaio 1971                          | 1          |                               | David Cargo                              |
| 21      |            | Roberto Mondragón                   | Democratico  | 1º gennaio 1971   | 1º gennaio 1975                          | 1          |                               | Bruce King                               |
| 22      |            | Robert E. Ferguson                  | Democratico  | 1º gennaio 1975   | 1ºgennaio 1979                           | 1          | Jerry Apodaca                 |                                          |
| 23      |            | Roberto Mondragón                   | Democratico  | 1ºgennaio 1979    | 1ºgennaio 1983                           | 1          | Bruce King                    |                                          |
| 24      |            | Mike Runnels                        | Democratico  | 1ºgennaio 1983    | 1ºgennaio 1987                           | 1          | Toney Anaya                   |                                          |
| 25      |            | Jack L. Stahl                       | Repubblicano | 1º gennaio 1987   | 1º gennaio 1991                          | 1          |                               | Garrey Carruthers                        |
| 26      |            | Casey Luna                          | Democratico  | 1º gennaio 1991   | 1º gennaio 1995                          | 1          |                               | Bruce King                               |
| 27      |            | Walter D. Bradley                   | Repubblicano | 1º gennaio 1995   | 1º gennaio 2003                          | 1          |                               | Gary Johnson                             |
| 28      |            | Diane Denish                        | Democratico  | 1º gennaio 2003   | 1º gennaio 2011                          | 2          |                               | Bill Richardson                          |
| 29      |            | John Sanchez                        | Repubblicano | 1º gennaio 2011   | 1º gennaio 2019                          | 2          |                               | Susana Martinez                          |
| 30      |            | Howie Morales                       | Democratico  | 1º gennaio 2019   | in carica                                | 1          |                               | Michelle Lujan Grisham                   |